# Manuel Abreu
Manuel Abreu Faguaga (Minas, 8 marzo 1977) è un ex calciatore uruguaiano, di ruolo attaccante.